# Каніжа
Ка́ніжа (серб. Кањижа, Kanjiža) або Мадярканіжа угор. Magyarkanizsa) — містечко в автономному краї Воєводина Сербії, центр общини Каніжа.
Після Першої світової війни місто мало назву Стара Каніжа. Після перейменування сусіднього містечка Нова Каніжа в Новий Кнежеваць, Стара Каніжа отримала спрощену назву.

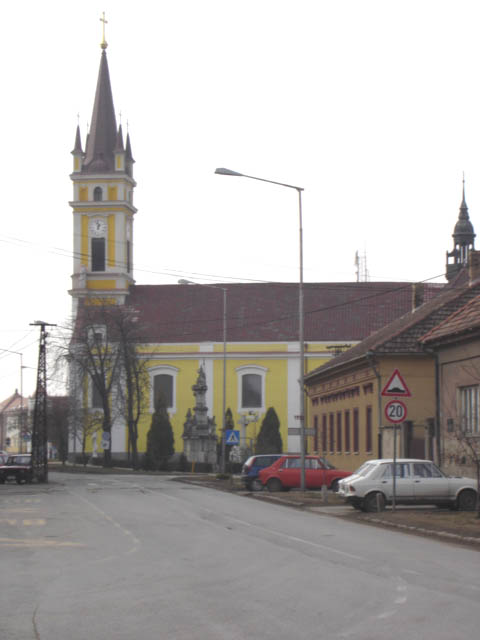
Католицька церква

## Населення
Населення містечка становить 10 200 осіб (2002, перепис). Згідно з переписом 2002 року тут проживають:
- угорці — 86,5 %
- серби — 8,5 %
- югослави — 1,0 %,

живуть також цигани, чорногорці, хорвати, бунєвці, албанці, росіяни, русини, румуни, македонці, українці, словаки, німці, слов'яни-мусульмани та боснійці.
|  |

| Рік  | Населення, осіб |
| ---- | --------------- |
| 1948 | 11 139          |
| 1953 | 10 842          |
| 1961 | 10 722          |
| 1971 | 11 240          |
| 1981 | 11 759          |
| 1991 | 11 207          |
| 2002 | 10 200          |